# 芳仲和太郎
芳仲 和太郎（よしなか わたろう、1894年（明治27年）3月27日　- 1983年（昭和58年）11月4日）は、日本の陸軍軍人。最終階級は陸軍中将。

## 経歴
愛媛県出身。芳仲栄次郎の長男として生まれる。広島陸軍地方幼年学校、中央幼年学校を経て、1915年（大正4年）5月、陸軍士官学校（27期）を卒業。同年12月、砲兵少尉に任官し野砲兵第19連隊付となる。1920年（大正9年）2月から1921年（大正10年）5月までシベリア出兵に従軍。台湾山砲兵第1連隊付などを経て、1925年（大正14年）11月、陸軍大学校（37期）を卒業し深山重砲兵連隊中隊長に就任した。
1926年（大正15年）12月、陸軍省軍務局付勤務となり、軍務局課員、フランス駐在を務め、1930年（昭和5年）8月、砲兵少佐に昇進。1932年（昭和7年）6月に帰国し、同年8月、近衛野砲兵連隊大隊長に就任し、参謀本部員、トルコ大使館付武官を務め、1935年（昭和10年）8月、砲兵中佐に進む。1936年（昭和11年）7月、参謀本部員に発令され、同年11月に帰国。1937年（昭和12年）8月、参謀本部欧米課長に就任し、1938年（昭和13年）3月、砲兵大佐に昇進。同年7月、第14師団参謀長に発令され日中戦争に出征した。
1940年（昭和15年）2月、参謀本部付となり、同年3月、ハンガリー公使館付武官に発令された。1941年（昭和16年）3月、陸軍少将に進級。1942年（昭和17年）12月、西部軍参謀長に発令され、1943年（昭和18年）1月に帰国。1944年（昭和19年）6月、陸軍中将に進んだ。1945年（昭和20年）2月、第16方面軍参謀長となり、同年5月、第86師団長に親補され、鹿児島県、志布志湾沿岸で本土決戦に備えるなかで終戦を迎えた。同年12月、予備役に編入された。
1947年（昭和22年）11月28日、公職追放仮指定を受けた。